# Embriós növények
Az embriós növények vagy felsőbbrendű növények (Embryophyta, Embryobionta) a növényvilág legfejlettebb rendszertani csoportja, amely a mohák három törzsét és a szövetes növényeket (Tracheophyta, Cormobionta) foglalja össze. Jó közelítéssel szárazföldi növényeknek is nevezik őket annak dacára, hogy egyrészt vannak az édesvízbe „visszatért”, tehát nem szárazföldi képviselőik is, másrészt pedig a szárazföldi élőhelyeken előfordulnak másféle növények is, pl. egyes, nedves talajon vagy fakérgen élő, nem zöld moszatok, valamint a csak részben növényi jellegű zuzmók.
Adl  et al. 2019-es rendszertanában a Streptophyta törzs Phragmoplastophyta osztályának országa.

## Kialakulásuk
Közel bizonyosnak tűnik, hogy az első, a szárazföldre kilépő élőlények zöld növények voltak; 458 millió éves üledékes kőzetekből májmohák spórái kerültek elő. Többsejtes szárazföldi növényekre utaló nyomokat és leleteket a szilur időszak elejéről ismerünk.
Nem valószínű, hogy a szárazföldi növények közvetlenül a tengeri algákból fejlődtek volna ki. Valószínűbb, hogy a tengeri algák először az édesvizeket lakták be, azokban alakultak ki a szárazföld „meghódítására” képes algacsoportok. Határozottan erre utal az a tény, hogy az algáknak a szárazföldi növényekhez legközelebb álló csoportja (a csillárkamoszatoké) kizárólag édesvízi fajokból áll. 
A szárazföldi életmódhoz a növények vegetatív és reproduktív részeinek is alkalmazkodnia kellett. 

### A párologtatás csökkentéséhez szükséges vegetatív módosulások
- a térfogat/felület arányt csökkentő parenchimális (háromdimenziós) szerveződés a korábbi sejtes, fonalas vagy sejtlemezes felépítés helyett;
- a kutikula, szuberin és lignin jellegű anyagok megjelenése a testfelületen, illetve a sejtfalban;
- a rögzítést is segítő vízfelvevő sejtek (pl. rizoid jellegű struktúrák), majd szállító sejtek;
- a gázcsere szabályozása a vízveszteséget minimalizáló nyílásokkal.

A kutikula és a gázcserenyílások kialakulása egyidejű folyamat, hiszen a kutikulán se a víz, se a levegő nem jut át. A növény belsejébe bejutó gázoknak el kellett jutniuk az összes sejthez, amihez fel kellett lazítani a parenchimatikus sejttömeget. Ehhez a legtöbb növény a nagy belső felületű aerenchimát alakított ki.
A ma élő zöldmoszatok között például a heterotrich algák között (pl. Fritschiella) találunk olyan testszerveződést, amely valaha a szárazföldi növények őseire lehetett jellemző. Háromosztatú vezérsejtjeik miatt testük nem fonalas, hanem parenchimatikus (pontosabban ez pszeudoparenchima, hiszen nem valódi szövetről van szó). Ez felálló és rögzítő, rizoid jellegű kúszó teleprészekre differenciálódik.
Ligninszerű vegyületeket találhatunk a Chara csillárkamoszat sejtfalában. E zöldmoszatok parenchimaszerű testszerveződése még inkább a szárazföldi lét felé mutat.

### A szaporodáshoz szükséges módosulások
- A vegetatív szaporítósejtek (spórák) erőteljes védelme a kiszáradás ellen. A spórákat ellenálló, sporopollenin anyagú fal védelmezi már az ordovícium időszaki leletekben is (e leletek másképpen nem is maradhattak volna fenn). A spórák védett helyen, a sporangiumban fejlődnek.
- Az ivarsejtek védelme az egyéb külső hatásoktól. Az ivarsejtek védett környezetben, az ivarszervekben (archegóniumban és antheridiumban) alakulnak ki. Az archegónium különösen fontos, mert nemcsak táplálja a benne kialakuló embriót, de fejlődését is befolyásolja.

A szervezetek életciklusai („generációk”, „nemzedékek”) egyre inkább differenciálódtak. A növényvilág evolúciójának egyik döntő mozzanata a minden „valódi” szárazföldi növénynél megtalálható embrió kialakulása – az azonban, hogy az első archegóniumos növényeknek lett volna embriójuk, korántsem bizonyos. Elvileg az is lehet, hogy az embrió már a vízi környezetben, a szárazföld meghódítása előtt megjelent.

## Szaporodásuk
Általános, közös jellemzőjük, hogy a csírákkal (embriókkal) szaporodnak. A petesejt és a hímivarsejt egyesülése után kialakuló zigóta (megtermékenyített petesejt) még az anyanövény védelmében osztódni kezd és kezdetlegesen differenciálódik. Legfejlettebb alakját a virágos növények csoportjában éri el, ahol úgynevezett dipólusos embrió alakul ki két ellentétes oldallal: a rügyecskével és a gyököcskével. Előbbiből bontakozik ki a növény fotoszintetizáló hajtásrendszere, utóbbiból pedig a növényt rögzítő és a tápanyagokat felvevő gyökérrendszer. A nyitvatermők bonyolult embriógenezisében a zigóta- és embrióállapot közé egy előembrió (proembrió, proembryo) fázis ékelődik.
A virágos növények embriója a mag védelmében fejlődik. A mag tápszövete (primer és szekunder endospermium) látja el a szükséges tápanyagokkal, és abban vannak a fejlődés elindulásához szükséges hormonok is. A harasztok (Monilophyta) embriója a női ivarszervben (archegonium) kezd kialakulni, és az előtelepben (protallium) készített tápanyagok segítik fejlődését. 
A mohák ivartalan nemzedéke heterotróf, és az embrió ennek a heterotróf nemzedéknek a kiindulópontja. Az ivartalan nemzedék ez esetben a jól ismert spóratok és toknyél.

## Rendszertani felosztásuk
A szövetes növényeket a filogenetikus osztályozás a következő csoportokra, illetve (vastag betűvel kiemelt) törzsekre osztja:
- Korpafüvek (Lycopodiophyta);
- Csoport: Valódi levelűek (Euphyllophytina);
  - Harasztok (Pteridophyta);[3]
  - Főtörzs: Virágos növények (Spermatophyta):
    - Páfrányfenyők (Ginkgophyta);
    - Leplesmagvúak (Gnetophyta),
    - Cikászok (Cycadophyta),
    - Toboztermők (Pinophyta)
(ezt a négy törzset nevezzük a hagyományos osztályozásban a nyitvatermőknek (Gymnospermatophyta)),
    - Zárvatermők (Magnoliophyta).